# Amblyeleotris randalli
Amblyeleotris randalli là một loài cá biển thuộc chi Amblyeleotris trong họ Cá bống trắng. Loài cá này được mô tả lần đầu tiên vào năm 1978.

## Từ nguyên
Từ định danh randalli được đặt theo tên của nhà ngư học người Mỹ John E. Randall, người đã giới thiệu loài cá bống này đến các tác giả.

## Phạm vi phân bố và môi trường sống
A. randalli có phân bố tập trung ở khu vực Tam giác San Hô và lân cận, từ Sabah (Malaysia) trải dài về phía đông đến Palau và Vanuatu, ngược lên phía bắc đến quần đảo Ryukyu (Nhật Bản), phía nam đến rạn san hô Great Barrier và Fiji, về phía tây đến quần đảo Trường Sa (Việt Nam).
A. randalli sinh sống trên nền cát và đá vụn của rạn san hô, độ sâu khoảng 15–50 m.

## Mô tả
Chiều dài cơ thể lớn nhất được ghi nhận ở A. randalli là 12 cm. Đầu và thân màu trắng, có 7 vạch sọc cam trên cơ thể. Vây lưng trước vươn cao, hình quạt, đặc trưng bởi đốm đen lớn viền trắng với nhiều đốm trắng nhỏ hơn.
Số gai vây lưng: 7; Số tia vây lưng: 12; Số gai vây hậu môn: 1; Số tia vây hậu môn: 12; Số gai vây bụng: 1; Số tia vây bụng: 5; Số tia vây ngực: 18–20.

## Sinh thái
A. randalli sống cộng sinh với tôm gõ mõ Alpheus.

## Thương mại
A. randalli là một thành phần trong ngành buôn bán cá cảnh.